# 四倉漁港
四倉漁港（よつくらぎょこう）は、福島県いわき市にある漁港である。市北部の四倉町に位置する漁港であり、第二種漁港に指定されている。
もともと北洋漁業の基地として機能していたが、排他的経済水域が設定され北洋サケマス漁に規制がかかると小型底引き網をはじめとした沿岸漁業が主な漁獲となった。1977年に四倉漁協により漁網収納のための漁具倉庫が建設されたが、化学素材の台頭により利用者が激減した。また、四倉地区の観光協会がいわき市観光協会に吸収され情報発信の機会が減少していたことから、2001年に漁具倉庫が改修され四倉ふれあい物産館として開業した。2009年7月には四倉ふれあい交流館として再び改修され、道の駅よつくら港として現在に至る。

## 沿革
- 1913年（大正2年） - 四倉町魚市場が建設される。
- 1926年（大正15年） - 第一港の船溜まりが完成し、20トン級漁船の出入りが可能となる。
- 1930年（昭和5年）5月 - 四倉港が県支弁港湾に編入される。
- 1942年（昭和17年） - 第一港湾内の浚渫、港口付け替え工事が完了する。
- 1951年（昭和26年）7月10日 - 第2種漁港に指定され、漁港整備計画が策定される。
- 1953年（昭和28年）8月2日 - 漁港を出港した「みどり丸（98トン）」が台風5号の影響により金華山沖で遭難。乗組員51人が行方不明[2]。
- 2011年3月11日 - 東日本大震災に伴う津波により被災。

## 漁業種別
- 小型底引き網漁（かれい・ほっき貝）

## 周辺
- 国道6号
  - 四倉港入口交差点
  - 道の駅よつくら港
- 四倉海水浴場
- 太平洋健康センターいわき蟹洗温泉